# 宮崎宣久
宮崎 宣久（みやざき のぶひさ、1914年(大正3年) - 1992年(平成4年)）は、日本の出版人、編集者である。
1914年（大正3年）、福岡市博多区須崎の生まれ。1932年(昭和7年)3月、福岡中学卒業。1936年(昭和11年)3月、福岡高等学校文科甲類を卒業。中学・高校時代の同級生には大西巨人がいる。
その後、東京帝国大学経済学部経済科に進学し、在学中は帝大新聞の編集に参画。卒業後は朝日新聞社の記者を務める。
1946年(昭和21年)4月、福岡で三帆書房を設立し、総合文化誌「文化展望」を創刊。編集には宮崎宣久・高田康治・大西巨人・牟田口宗一郎があたった。創刊号には太宰治の「十五年間」が掲載され、他にも織田作之助は「都市展望 大阪」を、坂口安吾は「ぐうたら戦記」、野間宏は「兄弟」などの作品が掲載された。1948年6月に終刊。他にも「炭鉱展望」や「映画展望」を創刊している。
1952年(昭和27年)4月に渡辺通り1丁目に開館した「電気ホール」（九州電力）の支配人となる。東京時代の人脈を活かして、福岡にて、杉村春子主演「女の一生」や、岩下俊作の「無法松の一生」、田村泰次郎の「肉体の門」などの演劇の福岡公演を実現させた。
1953年(昭和28年)頃、上京し、エスエス製薬に勤務し、のちに宣伝部長をつとめたが、退職し、昭和44年頃、アグレマン社を設立し、奥成達らとともに「東京25時」を1970年創刊。
1992年(平成4年)、77歳で死去。